# Sō-odori matsuri
 (août 2016).
Le Sō-odori matsuri est un festival de danse du Japon qui a lieu à la mi-septembre, dans la ville de Niigata (préfecture de Niigata). Inauguré en 2001, il a réuni, en 2011, pendant trois jours, 300 groupes, soit 14 000 danseurs pour un total de 367 940 spectateurs. 

## Origines
Un décret de la restauration de Meiji vient interdire en 1868, ce festival populaire dont les origines remontent au moins au XVIIIe siècle. En exutoire contre les calamités et la pauvreté, les participants se retrouvaient pour trois jours et trois nuits de danse et de boisson. Les danses mettant en commun les énergies des participants se voulaient une prière et une offrande afin que l'année à venir soit clémente et que les récoltes soient bonnes.
Un rouleau daté de 1843 intitulé « Ama no teburi » témoigne de ces danses, il fait partie d'un ensemble de six emakimono faits à la demande du gouverneur de Niigata Kawamura Nagataka dépeignant Niigata, y sont notamment représentés les « Pêcheurs de sardines », les « Danses pour la fêtes des morts, O-bon » ou encore le « Festival du port ». On y voit danser une vingtaine de personnes chaussées de socques de bois (geta).

## Étymologie
Sō-odori (総踊り) signifie littéralement « danse » odori (踊り), et « tous ensemble », sō (総).

## Caractéristiques
Le festival de Sō-odori veut rester ouvert à toutes sortes de danses, et a pour seul principe de donner l'occasion à des groupes de citoyens de danser et s'exprimer ensemble sans restriction de style ou d'habillement. Des groupes dansant du hip-hop font notamment partie du festival.
Depuis 2005, le festival propose des danses en geta, ou socques en bois, qui sont les chaussures traditionnelles au Japon. Les participants dansent au son du tambour de bois appelé taru-kinuta, jadis utilisé pour les danses dans les quartiers de plaisir. Les danseurs portent parfois aux pieds des koashida, sortes de socques plus surélevées que les geta, ou dansent avec des accessoires comme de grands parapluies traditionnels.
De manière générale, les danseurs arborent souvent des tenues composées partiellement de kimonos, aux couleurs souvent gaies, portent parfois un maquillage (l'arête du nez est blanchie, le contour des yeux rougi), les danses visent souvent à exprimer un enthousiasme ou une synergie. Les chorégraphies sont libres, mais les groupes ont souvent des danses qui évoluent en progressant sur quelques dizaines de mètres.

## Remarque
L'organisateur du festival, Takeshi Notō, a reçu en 2011 le prix Ango-shō pour son action en faveur de l'épanouissement et de la renommée de la ville de Niigata.